# ビーズ

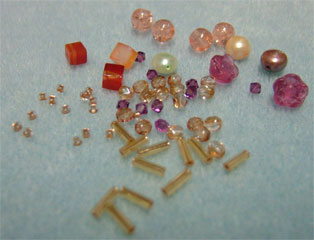
いろいろなビーズ

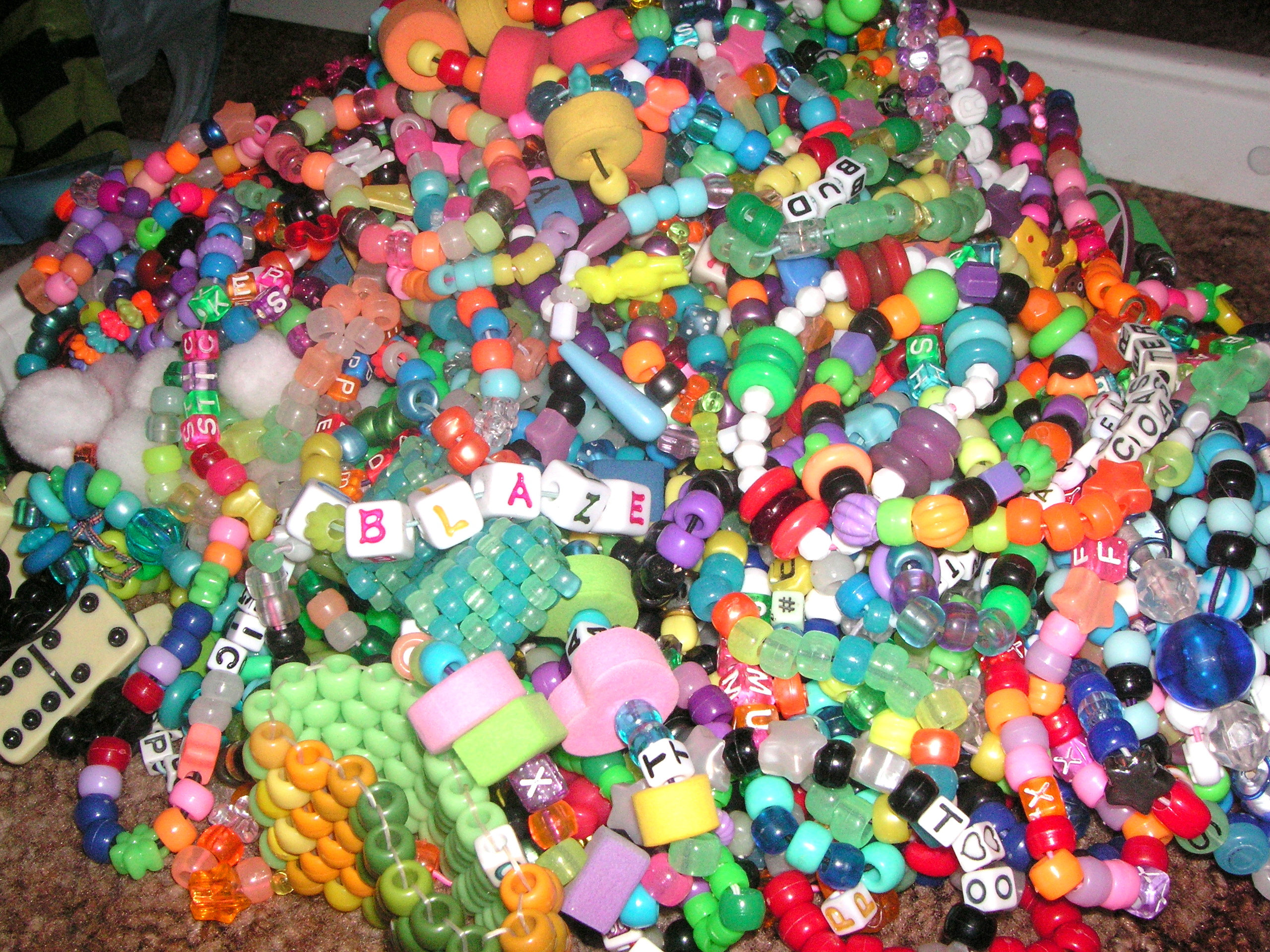
プラスチック・ビーズ

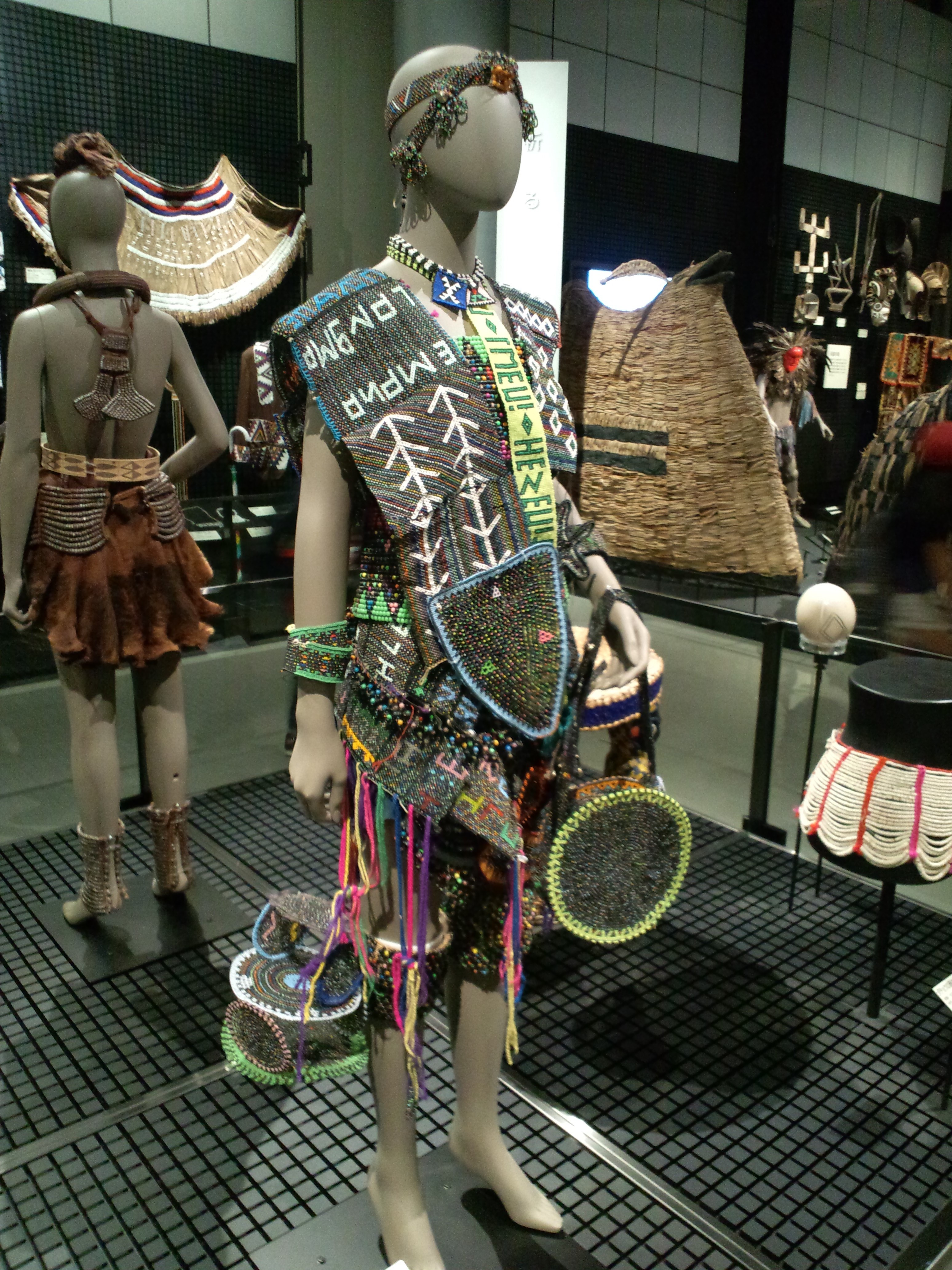
独自の発展を遂げたアフリカのビーズ装飾、婚礼衣裳（南アフリカ、ズールー族）

ビーズ（英語複数形 beads）は、装飾や手芸などに用いる穴の開いた小さな玉。数珠玉（じゅずだま）、南京玉（なんきんだま）ともいう。

## 形状と用途
穴の開いた玉で、直径は10mm以下が多い。
形状は球形や円筒形の物が多いほか、花形や星形など様々ある。素材はガラスやプラスチックに加えて、古来の石（天然石や宝石）、貝殻、真珠、珊瑚、動物の角・骨など多岐にわたる。
装飾・手芸用品、子供向け玩具として売られている。穴に紐・糸を通して立体的なアクセサリーを作ったり、衣服やバッグなどに縛り付けたり縫い付けたりする。色が異なる多数のビーズを使い分けて、絵画のような模様を描き出す刺繍もある。
主な用途は衣服（ブラウス、ドレスなど）、鞄、靴、装身具（ネックレス、イヤリング、指輪など）、玩具（万華鏡など）などである。
小さめのビーズが多数連なるように繋げて作った装飾品がネックレスである。一方、大き目のペンダントトップビーズ（ペンダントトップ）が胸元の位置に配されるよう紐で結んだ装飾品はペンダントといい、ペンダントトップとネックレスを組み合わせたペンダント・ネックレスもある。
マイクロビーズや発泡スチロールビーズを用いたビーズクッションにも使われる。

## 語源・歴史
ヨーロッパのキリスト教圏でロザリオに使用される数珠玉について、アングロサクソン語のbiddan（祈る）、bede（祈る人）から変化して呼ばれるようになったのが語源という説がある。
装身などに用いる穴の空いた玉自体はそれ以前から、世界各地にあった。古代インダス文明では、紅玉髄製ビーズの製造が盛んに行われ、樽型ビーズをはじめとしてメソポタミアにも輸出された。高い加工技術を要するマイクロビーズも作られていた。また、古代エジプトでは先王朝時代（紀元前5500年頃）には自然石に穴を開けて紐でつないだ装飾品があったことが数多くの埋葬例からわかっている。当初は自然石をそのまま穿孔して使用していたが、次第に石を研磨して成形するようになった。さらに王朝時代成立前の紀元前4500年頃にはファイアンスと呼ばれる石英粉で様々な形のビーズを作るようになった。
奴隷貿易の際に貿易品としてアフリカ大陸に渡ったビーズはトレードビーズと呼ばれる。
1900年代初頭までに作られたビーズは、アンティークビーズ、ビンテージビーズと呼ばれる。ガラスの加工技術が現在と異なり、独特の風合いのあるビーズが生産された。また、プラスチック（ルーサイト）の加工技術が確立された時期にも当たるため、現在の感覚ではキッチュに見えるデザインのプラスチックビーズが大量に生産された。
日本では大正時代末に婦人雑誌などで紹介されて流行した。1926年に出版された『ビーズ手芸全書』が日本初の本格的な参考書である。
21世紀に入ってからの流行の推移としては、スワロフスキー全盛期を経て、現在はビンテージビーズなどのヨーロッパのビーズや天然石ビーズが、現代の工業生産されたものと違いひと粒ずつが個性を持っているとして人気を集めている。

## 関連項目

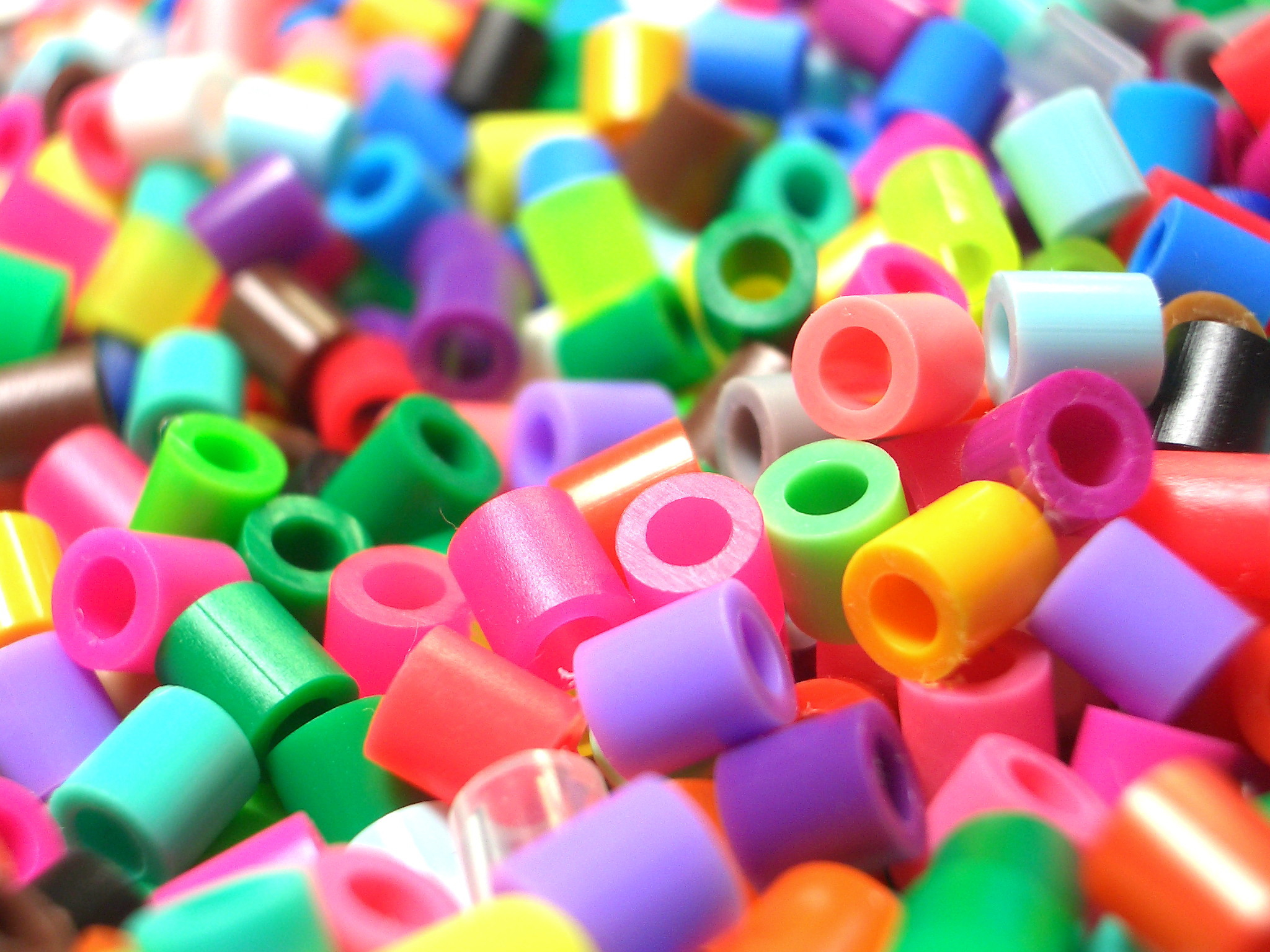
アイロンビーズ

## 種類

### 生産地による分類
- 日本
- チェコビーズ（チェコ）
- ヴェネツィアンビーズ（ヴェネツィア）
- ボヘミアンビーズ（ボヘミア）
- インド
- フランス
- ドイツ
- 中国
- キファビーズ（アフリカ）

### 形状による分類
- シードビーズ
- そろばん玉
- ナツメ型
- ファイアポリッシュ
- 球形
- 花形、立体花
- スクエア

### 材料による分類
- とんぼ玉
- プラスチックビーズ
- 陶器
- 粘土
- 動物の角、骨
- 貝殻
- 天然石ビーズ
- 真珠
- 天珠
- アルミニウム